# Agrupación Nacional de Empleados Fiscales

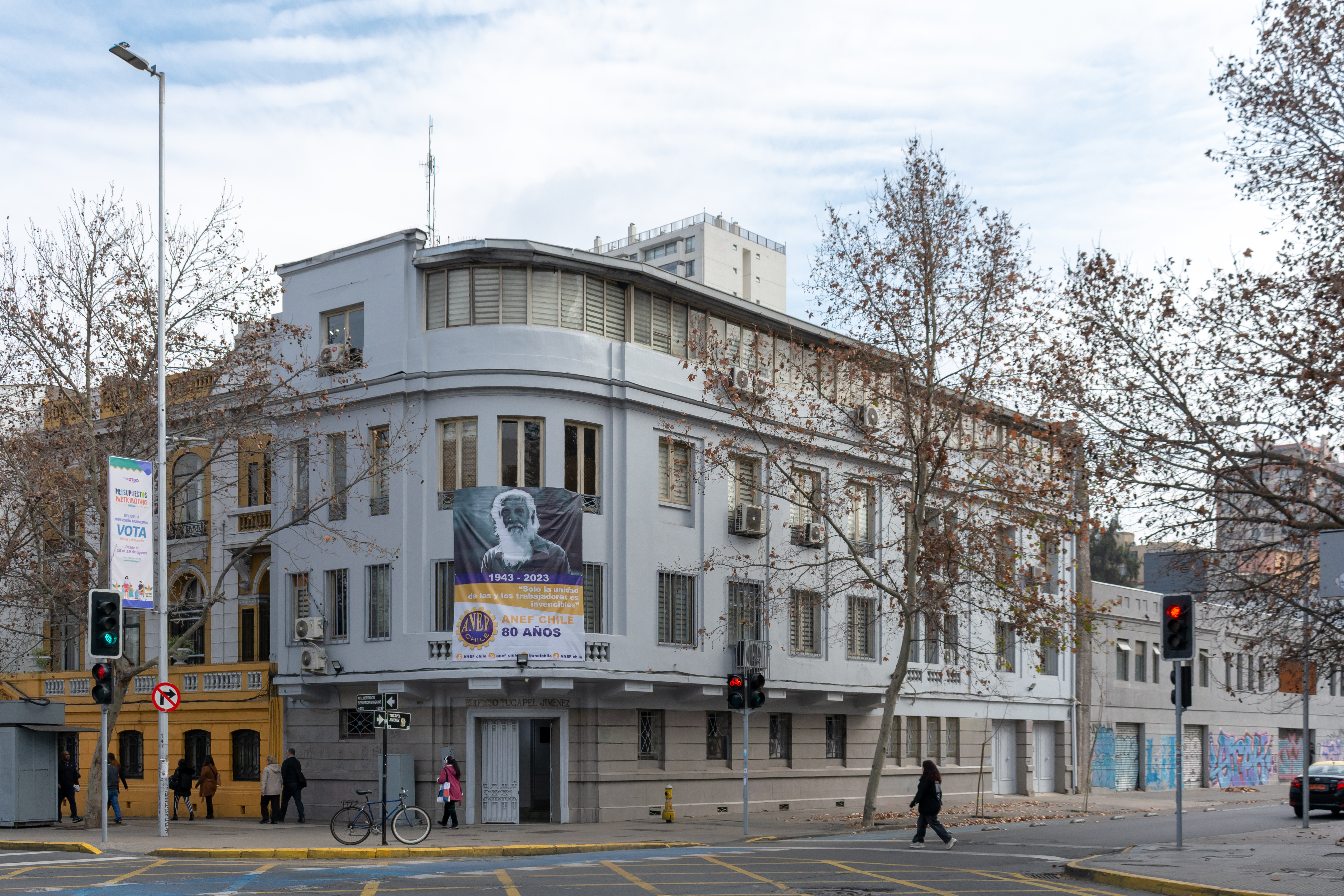
El Edificio Tucapel Jiménez, sede de la ANEF.

La Agrupación Nacional de Empleados Fiscales (ANEF), presidida por José Pérez Debelli, reúne a más de 70 000 miembros de todos los órganos centrales del gobierno (que se definen como aquellos dirigidos por un director general en un lugar de una mesa directiva).

## Historia
Fue creada el 5 de mayo de 1943 en un sencillo lugar de la calle Esmeralda por parte de un grupo de trabajadores liderados por Clotario Blest. La ANEF está compuesta por cuatro organismos, la Convención Nacional, el Consejo Nacional, agrupaciones provinciales y agrupaciones departamentales. Fue formada en una época en la que el gobierno chileno estaba tratando de reducir los salarios de los empleados públicos, oponiéndose de manera constante a este tipo de política salarial. Junto con la CUT han colaborando estrechamente para oponerse a los límites gubernamentales al aumento de salarios.[cita requerida]
El comité ejecutivo de la ANEF elegido en el congreso de 1967 estuvo compuesto por 9 radicales, 3 socialistas, 3 demócrata-cristianos y 2 independientes. Todos los miembros del comité ejecutivo de la ANEF también colaboran en el comité ejecutivo de la CUT, lo cual supone una carga formidable de trabajo. Hay 250 afiliadas a la ANEF de empleados de la administración pública (ministerios, subsecretarías, servicios públicos, gobierno regional y administración pública en general).
La ANEF participó activamente en la huelga de 1950 y en la formación de la Central Única de Trabajadores (CUT), siendo el primer presidente de esta quien preside la ANEF en esos años, Clotario Blest. Generalmente la ANEF funciona como el principal sindicato del sector público en las juntas con la CUT y ambas han colaborado estrechamente para oponerse a los límites gubernamentales al aumento de salarios.
Por varios años, desde sus inicios la ANEF influirá notablemente en la actividad sindical chilena del sector de la administración púbica. Un gran paso promovido por la ANEF es la promulgación en 1945 del Estatuto Administrativo. Así esta organización comienza a dejar su legado en el patrimonio laboral de los trabajadores chilenos: estatutos de garantía de los funcionarios; las leyes orgánicas de las reparticiones públicas; la extensión de las previsiones, la medicina social y la educación gratuita; el derecho al cargo y el régimen de ascensos; la participación de funcionarios en las calificaciones; los servicios de bienestar; el derecho a sindicalizarse; la participación en los procesos de modernización, etc.
Durante la Unidad Popular, la ANEF, bajo la conducción de Tucapel Jiménez Alfaro, se distanció del gobierno y adoptó una actitud más bien hostil, debido a los problemas económicos que enfrentaba la economía y a las denuncias por la amenaza comunista. Tucapel Jiménez, en representación de la organización, respaldó el Golpe de Estado de 1973 y participó en la campaña de apoyo al nuevo gobierno, en particular en los organismos internacionales. Progresivamente sus críticas al gobierno se acentuaron, acercándose a la oposición, dentro de los cuales también se encontraba Clotario Blest y Manuel Bustos, con quienes mantuvo conversaciones. Para debilitar su labor, el gobierno lo despidió de su puesto, debiendo abandonar la administración pública. A comienzos de 1982 Jiménez fue asesinado por agentes de la dictadura. La ANEF terminó integrándose a la Central Unitaria de Trabajadores de Chile (CUT) al fundarse ésta en 1988.

## Composición
La ANEF se compone de cuatro organismos: la Convención Nacional, que es la máxima autoridad de la asociación y está formada por dos delegados de cada provincia de donde estuviese constituido y por los miembros del Consejo Nacional. Esta Consejo es un cuerpo de carácter consultivo y resolutivo, formado por dos delegados de cada asociación a nivel nacional. Y está formado por un directorio conformado por un presidente, dos vicepresidentes, un secretario general, un tesorero, un secretario de organización, y los secretarios de actas, correspondencia, y de prensa y propaganda. Los otros dos organismos serias las agrupaciones provinciales que se componen, al igual que el Consejo Nacional, por dos delegados de cada asociación con sede en la capital de la provincia y se podría decir que es una versión local del Directorio Nacional.
[actualizar]